# HECパリ
パリ高等商業学校（フランス語: École des hautes études commerciales de Paris)、またはパリ経営大学院は、フランスのパリにある高等商業学校（ビジネススクール）である。通称HECパリ（HEC Paris、アッシュ・ウ・セ・パリ）。名実ともに経営系グランゼコール(フランスのエリート養成機関)の最高峰である。

## 概要
1881年、パリ商工会議所によって設立。
キャンパスは、1881年以来パリ17区トクヴィル通り (Rue de Tocqueville) にあったが、1964年、パリの南西約20km、ヴェルサイユ近郊のジュイ＝アン＝ジョザスに移転した。
2006年以降、FTの欧州ビジネス・スクール・ランキングにてトップ・ビジネス・スクールとして評価されるなど数々のランキングで最高峰の学校とされる。QS世界大学ランキングでは長年世界Top5のビジネススクールとして選ばれ、不動の地位を確立している。
国立行政学院（ENA）やエコール・ポリテクニークと並び、数あるグランゼコールの中でも突出した存在であり、長年に渡りフランス国内・欧州の財政界に多くの優秀な人材を輩出し続けている。
CAC40のうち、およそ半数の企業のCEOはこれら3校の卒業生（ENA6名、エコール・ポリテクニーク7名、HEC6名）である。また、『タイムズ・ハイアー・エデュケーション』によるフォーチュン500社へのCEO輩出ランキング（THE Alma Mater Index 2017）では、ハーバード大学、スタンフォード大学に続き3位であった（エコール・ポリテクニークは第4位、国立鉱業学校は10位）。

## 修士課程
修士課程には、MBA（経営学修士）、MSc（学術的な専門経営学修士）、EMBA（エグゼクティブMBA）の3課程がある。これらのプログラムを総合して評価したFTによる欧州ビジネス・スクール・ランキングでは、以下の通り欧州トップのビジネススクールとして評価されている。
| 欧州ビジネス・スクール・ランキング | 2014 | 2015 | 2016 | 2017 | 2018 | 2019 | 2020 | 2021 |
| ---------------------------------- | ---- | ---- | ---- | ---- | ---- | ---- | ---- | ---- |
| Financial Times                    | 2位  | 2位  | 2位  | 2位  | 2位  | 1位  | 1位  | 1位  |

### MBA
MBAでは、全日制か定時制のプログラムを選択できる。1969年に欧州最初の全日制MBAプログラムの一つとして、HEC MBAプログラムが設立された。多様性教育、スポーツ大会、陸軍士官学校でのリーダーシップ教育プログラムが大きな特徴である。2012年には、ベイン・アンド・カンパニーによるコンサルティングを受けてプログラムの再設計を行い、リーダーシップ教育や企業との実践的プログラム（エクスペリメンタル・ラーニング）の比重を高めている。
全世界55カ国以上から、非常に優秀な生徒が集まっている。全体の9割以上がフランス国外からの学生である。入学希望者の選別は非常に厳格であり、アカデミック、実務経験、国際経験、リーダーとしての素質、そして人間性が全体的に評価される。2017年度入学生の平均GMAT点数は690、合格率は17％であった。フランス語の習得は必須条件ではないが、MBAプログラム開始前に基本的なフランス語を学ぶ事は強く勧められている。2020年度のFinancial Times調査による卒業3年後の平均収入は16万4529ドル（2021年7月30日時点の為替において日本円で約1800万円）であった。
HECのMBAは、『エコノミスト』、『フィナンシャル・タイムズ』等の主要MBAランキングで上位にランクインしている。
| 世界MBAランキング    | 2013 | 2014 | 2015 | 2016 | 2017 | 2018 | 2019 | 2020 | 2021 | 2022 |
| -------------------- | ---- | ---- | ---- | ---- | ---- | ---- | ---- | ---- | ---- | ---- |
| The Economist        | 8位  | 4位  | 5位  | 9位  | 15位 | 13位 | 3位  | 2位  | 2位  | -    |
| Financial Times      | 21位 | 21位 | 16位 | 15位 | 20位 | 21位 | 19位 | 9位  | 7位  | 11位 |
| Quacquarelli Symonds | -    | -    | -    | -    | -    | 3位  | 7位  | 7位  | 5位  | 4位  |

#### 語学
公式に要求される言語は英語のみであるが、HECでは特にフランス語教育に力を入れている。入学後はフランス語のほか、他言語での講座も開かれる。HEC卒業生の多くは、卒業時に最低3か国語が扱えるようになっている。

#### 交換留学
交換留学制度として全世界で50以上の教育機関と提携しており、毎年およそ半数の学生が留学をする。

#### 複数学位プログラム[9]
HECは、計12校と連携した二重学位プログラム（Double Degree Program）を提供している。複数学位プログラムを修了するためには、生徒は双方のプログラムに対して別個に応募し、合格する必要がある。合格した生徒は、双方のプログラムを半分ずつ修了することで、双方の学校から修士号を受領できる。
- フランス
  - パリ政治学院（MBA、MPA）- パリ

- アメリカ
  - ニューヨーク大学スターン・スクール・オブ・ビジネス（MBA） - ニューヨーク
  - イェール大学経営大学院（MBA）- ニューヘイヴン
  - タフツ大学フレッチャースクール（MA in Law and Diplomacy） - ボストン
  - ジョージタウン大学ローセンター（LLM）- ジョージタウン
- イギリス
  - ロンドン・スクール・オブ・エコノミクス - ロンドン
- ブラジル
  - ジェトゥリオ・バルガス財団（ポルトガル語版）（MBA） - サンパウロ
- アルゼンチン
  - トルクァト・ディ・テラ大学（MBA） - ブエノスアイレス
- チリ
  - Pontificia Universidad Católica de Chile (MBA) - サンティアゴ
- 中国
  - 香港中文大学（MBA）- 香港
  - 清華大学経済管理学院（MBA）- 北京
- シンガポール
  - シンガポール国立大学（MBA） - シンガポール
- 日本
  - 慶應義塾大学大学院経営管理研究科 （MBA）- 東京

### EMBA
職務経験8年以上を必要条件とするシニアマネージャー向けのEMBA（Executive MBA：エグゼクティブMBA）には、以下2種類のプログラムが存在している。

#### TRIUM Global Executive MBA
TRIUMプログラムはニューヨーク大学スターン・スクール・オブ・ビジネス及びロンドン・スクール・オブ・エコノミクス（LSE）との共同プログラムであり、Financial TimesのExecutive MBA Rankingでも常に上位にランクインされ、特に高い評価を受けている。
| 世界EMBAランキング | 2016 | 2017 | 2018 | 2019 | 2020 | 2021 |
| ------------------ | ---- | ---- | ---- | ---- | ---- | ---- |
| Financial Times    | 3位  | 5位  | 2位  | 3位  | 4位  | 5位  |

#### Executive MBA
International Paris EMBAとInternational EMBAから成る。授業はフランス語と英語のバイリンガル、または英語のみのコースから選択でき、パリ郊外のJouy-en-Josasキャンパスをはじめ、パリ市内のChamperretキャンパス、またカタールのドーハでも受講が可能。2019年/2021年に、Financial Timesの世界Executive MBA Rankingで1位の評価を得た。
| 世界EMBAランキング | 2018 | 2019 | 2020 | 2021 |
| ------------------ | ---- | ---- | ---- | ---- |
| Financial Times    | 6位  | 1位  | 3位  | 1位  |

### MSc
MSc in Managementの学位を取得するコースは、一般的なグランゼコールに相当する課程である。応募者3700名中、380名が毎年入学する。入学者は2年間の準備期間であるグランゼコール準備級のHEC準備級（classes préparatoires HEC）後に行われる入試（Concours）の結果によって選ばれる。基本的には3年間のプログラムであるが、通常は1年間のインターンシップを2年次と3年次の間に行う。

## 著名な卒業生・出身者

### 政官界
- ポール・レイノー - 元フランス首相、元フランス戦争大臣、元フランス外務大臣、元フランス財務大臣

- フランソワ・オランド - 元フランス大統領。元大統領候補セゴレーヌ・ロワイヤルの前夫（事実婚）
- パスカル・ラミー - 世界貿易機関（WTO）事務局長、元欧州委員
- ドミニク・ストロス＝カーン - 元フランス経済・財政・産業大臣、元IMF専務理事
- ジャン＝ルイ・ボルロー - 元フランス環境・持続的発展・計画大臣、元経済・財政・雇用大臣
- ヴァレリー・ペクレス - 元フランス高等教育・研究大臣、元経済・財政・産業大臣、現イル＝ド＝フランス地域圏知事
- エルヴェ・ド・シャレット - 元フランス外務大臣
- セルジュ・ルペルティエ - 元フランス環境・継続的開発大臣
- フランソワ・アスリノ - 財務上級監査官、人民共和連合の創設者兼党首
- アブドゥル・ンバイ - 元セネガル首相

### 財界
- フランソワ＝アンリ・ピノー - フランスの大富豪、ケリング会長兼CEO
- ジャン＝ポール・アゴン - ロレアルCEO
- イザベル・ギショー - バレンシアガCEO
- アンリ・ドゥ・キャストゥル - アクサ会長兼CEO
- ボードゥアン・ボロ - BNPパリバ会長
- シドニー・トーレル - 元イーライリリー・アンド・カンパニー会長兼CEO
- パスカル・ソリオット - アストラゼネカCEO
- フバート・ジョリー - ベスト・バイCEO
- エマニュエル・ファベール - ダノンCEO
- ステファン・リシャール - オランジュCEO
- ジャン＝ドミニク・スナール - ミシュランCEO
- ルイ・ドレフュス - ル・モンドCEO

### その他
- ローラン・ギャロス - フランスの飛行家
- アンドレアス・カプラン - ドイツの経済学者
- ヤノット・シュワルツ - 『ジョーズ2』、『ある日どこかで』等の映画監督